# Cotinga tallabranques del Perú
La cotinga tallabranques del Perú (Phytotoma raimondii) és un ocell de la família dels cotíngids (Cotingidae).

## Hàbitat i distribució
Habita boscos àrids i matolls de la regió costanera del nord-oest del Perú.